# ناحیه هووهو
ناحیه هووهو (به لاتین: Hhohho Region) یک منطقهٔ مسکونی است که در اسواتینی واقع شده‌است. ناحیه هووهو ۳٬۶۲۵٫۱۷ کیلومتر مربع مساحت و ۳۲۰٬۶۵۱ نفر جمعیت دارد.